# Marek Ostrowski (piłkarz)
Marek Ostrowski (ur. 22 listopada 1959 w Skrwilnie, zm. 6 marca 2017 w Stockerau) – polski piłkarz, boczny obrońca. Reprezentant Polski, uczestnik mistrzostw świata w Meksyku (1986).

## Kariera sportowa

### Kariera klubowa
Był wychowankiem LKS Skrwa Skrwilno. W sezonie 1977/1978 reprezentował barwy Wisły Płock, która występowała wówczas w lidze międzywojewódzkiej (III poziom rozgrywek), następnie przeszedł do Stoczniowca Gdańsk. W barwach Stoczniowca występował w rozgrywkach II ligi, w sezonie 1978/1979 wystąpił w 28 spotkaniach ligowych, strzelając dwie bramki, w rundzie jesiennej sezonu 1979/1980 w 14 spotkaniach ligowych (bez bramki)
W rundzie wiosennej sezonu 1979/1980 został zawodnikiem I-ligowego Zawiszy Bydgoszcz, w barwach którego w sezonie 1979/1980 wystąpił w 15 spotkaniach, w sezonie 1980/1981 w 30 spotkaniach (bez strzelonej bramki), a jego zespół spadł do II ligi. W rundzie jesiennej sezonu 1981/1982 występował w Zawiszy w rozgrywkach II-ligowych.
Od rundy wiosennej sezonu 1981/1982 do rundy jesiennej sezonu 1988/1989 włącznie był zawodnikiem występującej w I lidze Pogoni Szczecin. W jej barwach wystąpił w 181 spotkaniach ligowych, strzelając 24 bramki.
Ze szczecińskim klubem zdobył wicemistrzostwo Polski w sezonie 1986/1987, a w sezonie 1983/1984 jego drużyna zajęła trzecie miejsce. Zagrał też w przegranym finale Pucharu Polski w 1982. Łącznie w barwach Pogoni wystąpił w 181 spotkaniach, strzelając 24 bramki. Szczególnie dobrą grę pokazał w sezonie 1983/1984, kiedy tworzył jedną z najlepszych w lidze linii pomocy (z Adamem Kensym, Leszkiem Wolskim i Markiem Włochem).
- Mecze rozegrane i bramki zdobyte w Pogoni Szczecin[5]:
  - 1981/1982: 10 meczów, 0 bramek
  - 1982/1983: 24 mecze, 2 bramki
  - 1983/1984: 30 meczów, 6 bramek
  - 1984/1985: 29 meczów, 0 bramek
  - 1985/1986: 27 meczów, 5 bramek
  - 1986/1987: 25 meczów, 5 bramek
  - 1987/1988: 21 meczów, 2 bramki
  - 1988/1989: 15 meczów, 4 bramki

Od rundy wiosennej sezonu 1989/1990 do 1991 występował w II-ligowym klubie austriackim VfB Mödling, w latach 1991–1995 w innej II-ligowej drużynie austriackiej SV Stockerau, z którą w 1991 zdobył Puchar Austrii.

### Kariera reprezentacyjna
Od 1978 występował w reprezentacjach Polski różnych kategorii wiekowych. W reprezentacji Polski seniorów debiutował 25 stycznia 1981 w meczu z Japonią, w czasie tournée, w którym jako reprezentacja A wystąpiła reprezentacja młodzieżowa prowadzona przez Waldemara Obrębskiego. Wystąpił wówczas w 4 spotkaniach. W zespole prowadzonym przez Antoniego Piechniczka debiutował 28 października 1983 w meczu eliminacji mistrzostw Europy z Portugalią. W 1984 wystąpił w sześciu spotkaniach towarzyskich. Od 1985 był podstawowym zawodnikiem reprezentacji, w tym roku zagrał w 14 spotkaniach, w tym 4 meczach eliminacji mistrzostw świata, a w spotkaniu z Grecją zdobył swoją jedyną bramkę w narodowej drużynie seniorów. W 1986 wystąpił we wszystkich trzech spotkaniach przed finałami mistrzostw świata, a na samych mistrzostwach zagrał również we wszystkich 4 spotkaniach, w pełnym wymiarze czasowym. Po mistrzostwach występował także w reprezentacji prowadzonej przez Wojciecha Łazarka – w trzech spotkaniach w 1986, w tym jednym meczu eliminacyjnym do mistrzostw Europy, w 1987 w trzech spotkaniach, w tym jednym meczu eliminacyjnym do mistrzostw Europy. Ostatni raz w reprezentacji seniorów wystąpił 27 października 1987 w towarzyskim spotkaniu z Czechosłowacją.